# Conocrambus
Conocrambus là một chi bướm đêm thuộc họ Crambidae.